# Joaquín Sánchez Rodríguez
Joaquín Sánchez Rodríguez (El Puerto de Santa María, 21 de juliol de 1981) és un exfutbolista professional andalús que ha desenvolupat la seva carrera a la lliga espanyola com a jugador del Reial Betis, el València CF i el Màlaga CF. L'agost del 2015 tornà a fitxar pel Real Betis Balompié de la lliga BBVA, i hi va jugar fins a la seva retirada el 2023.
Va debutar com a internacional amb la selecció espanyola el 13 de febrer de 2002 i va participar en els mundials de Corea i Japó 2002 i Alemanya 2006 i a l'Eurocopa 2004 disputada a Portugal.

## Carrera esportiva
El club on Joaquín ha jugat més temporades és el Real Betis Balompié, on va començar en les categories inferiors. Quan va aconseguir entrar en l'equip, ell seguia vivint a Cadis, i anava a Sevilla cada dia a entrenar. El 26 d'agost de 2000 va debutar amb el primer equip.
A punt de començar la temporada 2006 - 2007, Joaquín va fer unes declaracions on deia que era el moment d'anar-se'n del Reial Betis, i tant el club andalús com el València CF, van arribar a un acord per a traspassar el jugador al club merengot. Però un dia abans del primer partit de Lliga, precisament entre els dos clubs implicats, el president del club bètic, Manuel Ruiz de Lopera es va negar a traspassar-lo de moment, i va obligar a Joaquín a anar-se'n cedit a l'Albacete Balompié, cancel·lant-se la cessió a última hora. Finalment Joaquín va fitxar pel València CF a canvi de 25 milions d'euros, encara que a punt va estar de fitxar-lo l'Olympique de Lió, ja que aquest club oferia 20 milions d'euros més l'internacional francès Sydney Govou.
El dia 28 d'agost de 2006 va ser presentat com a jugador del València CF. Va ser aclamat pels més de 8.500 aficionats valencianistes que l'esperaven la seva arribada a l'estadi de Mestalla. Joaquín, emocionat, va retreure tímidament el comportament autoritari de Manuel Ruiz de Lopera, màxim accionista del Real Betis Balompié, i va agrair als dirigents del València l'esforç i l'interès que van mostrar en tot moment pel seu fitxatge.
El 2013 el Màlaga va acordar-ne el traspàs a l'ACF Fiorentina de la Serie A italiana.
El 2015 tornà al Betis, amb un contracte de tres anys.

## Palmarès
| Títol        | Equip       | Temporada |
| ------------ | ----------- | --------- |
| Copa del Rei | Reial Betis | 2004-05   |
| Copa del Rei | València CF | 2007-08   |
| Copa del Rei | Reial Betis | 2021-22   |